# Dragonlord (album)
Dragonlord (Tales of the Noble Steel) è il disco pubblicato nel 1999 dalla metal band fiorentina Domine. È il loro secondo album.

## Tracce
1. Anthem (a Declaration of War) - 1:35
2. Thunderstorm - 4:40
3. Last of the Dragonlord (Lord Elric's Imperial March) - 6:43
4. Blood Brother's Fight - 4:49
5. Defenders - 5:23
6. Mars, the Bringer of War - 1:03
7. Dragonlord (the Grandmaster of the Mightiest Beasts) - 6:50
8. Uriel, the Flame of God - 6:32
9. The Ship of the lost souls - 6:31
10. The Battle for the Great Silver Sword (a Suite in VII Parts) - 13:14

## Dettagli brani
Le canzoni Dragonlord and The Last of the Dragonlord sono ispirate al ciclo letterario Elric di Melniboné di Michael Moorcock

## Formazione
- Morby - voce
- Enrico Paoli - chitarra
- Riccardo Paoli - basso elettrico
- Mimmo Palmiotta - batteria
- Riccardo Iacono - tastiera